# Dothidea juglandis
Dothidea juglandis är en svampart som beskrevs av Duby 1830. Dothidea juglandis ingår i släktet Dothidea och familjen Dothideaceae.   Inga underarter finns listade i Catalogue of Life.